# Tall Margh
Tall Margh (persiska: تُلِ مَرغ, تل مرغ) är en ort i Iran.   Den ligger i provinsen Kohgiluyeh och Buyer Ahmad, i den centrala delen av landet, 600 km söder om huvudstaden Teheran. Tall Margh ligger 779 meter över havet och antalet invånare är 230.
Terrängen runt Tall Margh är platt åt nordost, men åt sydväst är den kuperad. Runt Tall Margh är det ganska glesbefolkat, med 47 invånare per kvadratkilometer. Närmaste större samhälle är Dehdasht, 6,3 km nordväst om Tall Margh. Omgivningarna runt Tall Margh är i huvudsak ett öppet busklandskap.